# Schweiz 5
Pour les articles homonymes, voir U1.
Schweiz 5 est une chaîne de télévision généraliste privée suisse alémanique.

## Histoire de la chaîne
U1 TV a commencé à diffuser ses programmes le 1er mars 2005.
Les studios de la chaîne se situent dans les locaux de l'ancienne chaîne privée TV3 à Zurich.
Le 1er décembre 2008, la chaîne change de nom et de format. Elle devient Schweiz 5.

Logo U1 TV (2005-2008)
Logo Schweiz5 (2008-2010)

## Organisation

### Capital
Schweiz 5 appartient au groupe U1 TV Station AG, dont l'actionnariat est principalement constitué de personnalités de l'économie et des médias suisses[réf. nécessaire].

## Diffusion
Schweiz 5 est diffusée sur le câble numérique en Suisse alémanique et peut être reçue par environ 1,7 million de ménages[réf. nécessaire] et sur les réseaux ADSL de Sunrise TV et Swisscom TV dans toute la Suisse.

## Programmes
Lors du changement de nom de la station, Peter Heeb, porte parole de la chaîne, annonce que le nouveau concept s'inspire de celui de la chaîne France 5. Des émissions politique, d'actualité, sportive, sur l'économie ou culturelles étaient notamment prévues.
Aujourd'hui, le programme se compose essentiellement de programmes de Call-TV, avec notamment des reprises de la chaîne allemande 9Live, de voyance en direct ou de musiques.